# يون جونغ هوان
يون جونغ هوان (16 فبراير 1973 غوانغجو كوريا الجنوبية - ) هو لاعب كرة قدم كوري جنوبي، يلعب كلاعب وسط.

## روابط خارجية
- يون جونغ هوان على موقع الاتحاد الدولي (مؤرشف)  (الإنجليزية)
- يون جونغ هوان على موقع رابطة كرة القدم اليابانية للمحترفين (اليابانية)
- يون جونغ هوان على موقع دوري كوريا الجنوبية (الإنجليزية)
- يون جونغ هوان على موقع قاعدة بيانات كرة القدم.إي يو (الإنجليزية)
- يون جونغ هوان على موقع ناشيونال فوتبول تيمز (الإنجليزية)
- يون جونغ هوان على موقع Soccerway.com (الإنجليزية)
- يون جونغ هوان على موقع أوليمبيديا (الإنجليزية)